# Коруши (район)
Кору́ши (порт. Coruche) — район (фрегезия) в Португалии, входит в округ Сантарен. Является составной частью муниципалитета Коруши. 
По старому административному делению входил в провинцию Рибатежу. Входит в экономико-статистический субрегион Лезирия-ду-Тежу, который входит в Рибатежу. Население составляет 9221 человек на 2001 год. Занимает площадь 242,44 км².